# Sinfonia Concertante cho vĩ cầm, vĩ cầm trầm và dàn nhạc (Mozart)
Sinfonia Concertante cho cho vĩ cầm, vĩ cầm trầm và dàn nhạc cung Mi giáng trưởng, K. 364 (320d) là một tác phẩm được sáng tác bởi Wolfgang Amadeus Mozart.
Năm 1779, vào thời điểm sáng tác, Mozart đang có một chuyến lưu diễn vòng quanh châu Âu bao gồm Mannheim và Paris. Ông đã thử sáng tác thể loại sinfonia concertante và tác phẩm này có thể được coi là sự thể hiện thành công nhất của ông trong thể loại giao thoa giữa giao hưởng và concerto.

## Nhạc cụ
Bản nhạc được sáng tác gồm 3 chương cho vĩ cầm và vĩ cầm trầm độc tấu, hai oboes, hai kèn horn và dàn nhạc dây, chương cuối cùng bao gồm một phần dàn nhạc vĩ cầm trầm thể hiện, tạo nên sự hòa hợp phong phú của tác phẩm.
Phần vĩ cầm trầm độc tấu được viết bằng Rê trưởng thay vì Mi giáng trưởng, và nhạc cụ đã điều chỉnh một nửa cung cao hơn (gọi là kỹ thuật scordatura) để mang lại âm sắc rực rỡ hơn. Kỹ thuật này không phổ biến khi biểu diễn trên vĩ cầm trầm hiện đại và được sử dụng chủ yếu trong các buổi biểu diễn sử dụng các nhạc cụ nguyên bản.

## Chương
1. Allegro maestoso, 4
4
2. Andante, 3
4, cung Đô thứ
3. Presto, 2
4

## Thu âm
Richard Wigmore từ tạp chí Gramophone (tháng 10 năm 2015) viết rằng có hơn 40 bản ghi CD đã được ghi nhận. Ông đánh giá bản thu âm tốt nhất cho đến nay là của Iona Brown, nghệ sĩ vĩ cầm kiêm nhạc trưởng, và nghệ sĩ vĩ cầm trầm Lars Anders Tomter, với Dàn nhạc thính phòng Na Uy, Chandos CHAN9695. Ngoài ra trong danh sách liệt kê nhanh của ông còn có một bản thu âm năm 1989, với Iona Brown, và với Nobuko Imai, vĩ cầm trầm. Một bản thu âm đáng chú ý khác là bản thu âm tại Lễ hội âm nhạc Casals Perpignan năm 1951 của Isaac Stern và William Primrose do Casals làm nhạc trưởng

## Ảnh hưởng
bản Sinfonia Concertante này đã ảnh hưởng đến nhiều nhà biên soạn âm nhạc để sử dụng các chủ đề âm nhạc của. Năm 1808, một bản biên soạn chưa được công nhận của một tác phẩm sáng tác cho tứ tấu được xuất bản bởi Sigmund Anton Steiner dưới tựa đề Grande Sestetto Concertante. Tất cả sáu phần được chia đều cho sáu người chơi nhưng tác phẩm không được trình bày như những nghệ sĩ độc tấu với phần đệm. Bản biên soạn này cũng đã được sắp xếp cho trung hồ cầm thay cho phần vĩ cầm trầm.
Sinfonia Concertante đã được đề cập đến trong cuốn tiểu thuyết Sophie's Choice năm 1979 của William Styron; sau khi một người lạ quấy rối Sophie trên tàu điện ngầm, cô nghe được Sinfonia Concertante trên đài phát thanh, hồi tưởng những ký ức về thời thơ ấu của cô ở Kraków và giúp cô thoát khỏi chứng trầm cảm.
Các biến thể về chương thứ 2 chậm rãi đã được sử dụng cho nhạc nền của bộ phim Peter Greenaway năm 1988 Drown by Numbers của nhà soạn nhạc Michael Nyman. Phần gốc cũng được nghe sau mỗi lần chết đuối trong kịch bản.